# Alison Gilliland

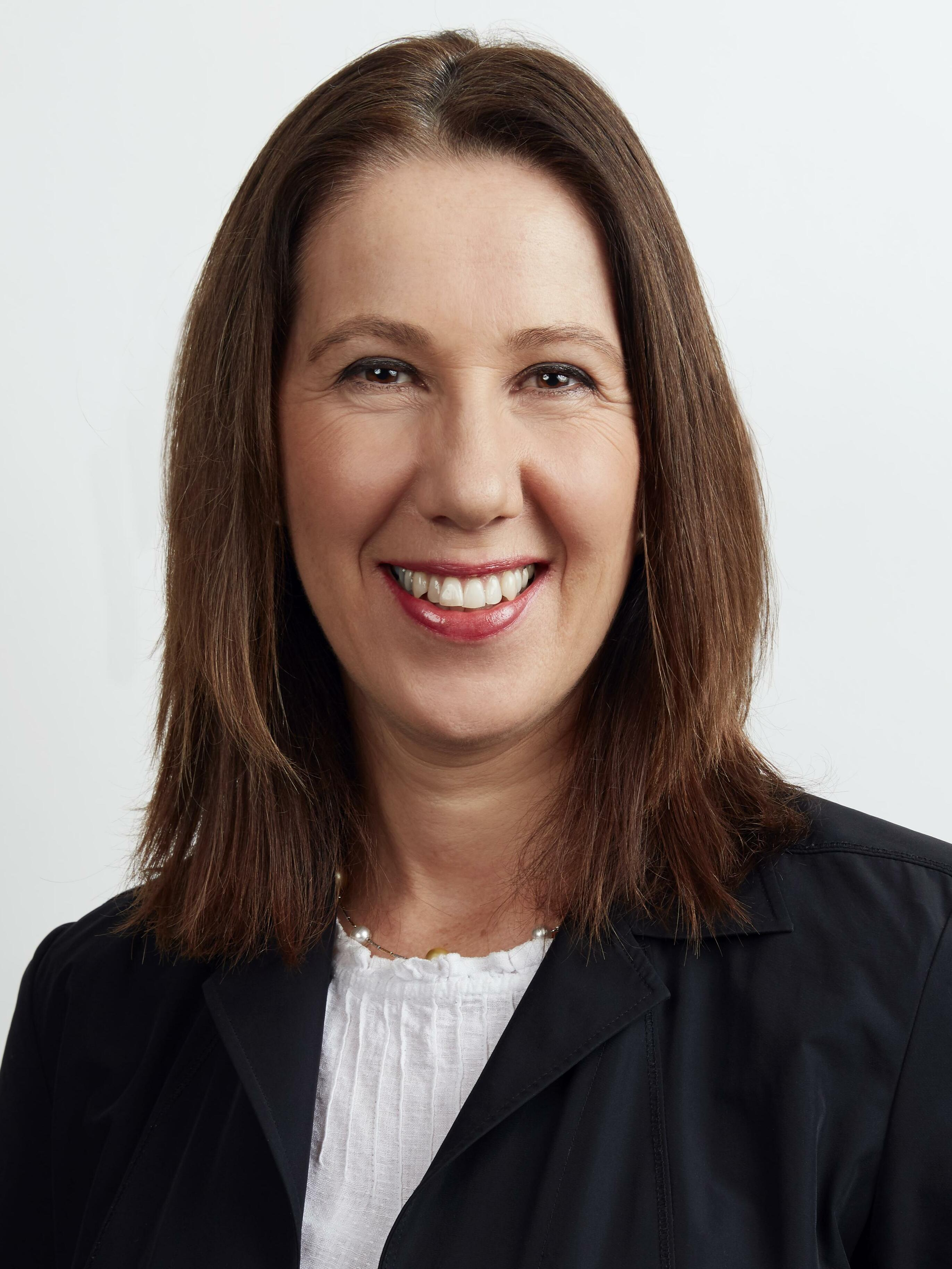
Alison Gilliland (2019)

Alison Gilliland (* 1968 in Drogheda, County Louth) ist eine irische Politikerín der Irish Labour Party. Von 2021 bis 2022 war sie Lord Mayor of Dublin. 

## Leben
Alison Gilliland wuchs in Ballybay, County Monaghan, auf und studierte am Trinity College Dublin und an der Dublin City University. Sie promovierte in Erziehungswissenschaft an der University of Nottingham. Gilliland arbeitete für die Irische Lehrer-Vereinigung (INTO) und als Grundschullehrerin.
Nur knapp gelang es ihr 2014, in den Dublin City Council gewählt zu werden. Bei der Wahl 2019 konnte sie ihren Sitz dort verteidigen.